# Hotel Atracción
El Hotel Atracción (en inglés Hotel Attraction) fue un supuesto proyecto irrealizado del arquitecto español Antoni Gaudí para construir un hotel-rascacielos en la ciudad estadounidense de Nueva York, en la zona de Manhattan.

## Historia
Gaudí recibió supuestamente el encargo de proyectar un hotel-rascacielos en 1908, de parte de dos empresarios estadounidenses —de los que no se sabe su nombre— que estaban de paso por Barcelona. Proyectó un edificio de 360 m de altura —habría sido el más alto de Nueva York en aquel entonces—, con un cuerpo central más alto que los laterales, de forma paraboloide, rematado con una estrella y flanqueado de ocho cuerpos laterales dedicados a museos, galerías de arte y auditorios, con formas parecidas a la Casa Milà.
En el interior, dispuso cinco grandes salones superpuestos, de 14 m de altura cada uno, que llevarían el nombre de cada uno de los continentes. Remataba todo el conjunto la sala Homenaje a América, que habría tenido 125 m de altura, casi un tercio de la altura total del hotel, y que albergaría una Estatua de la Libertad de 10 m de altura.

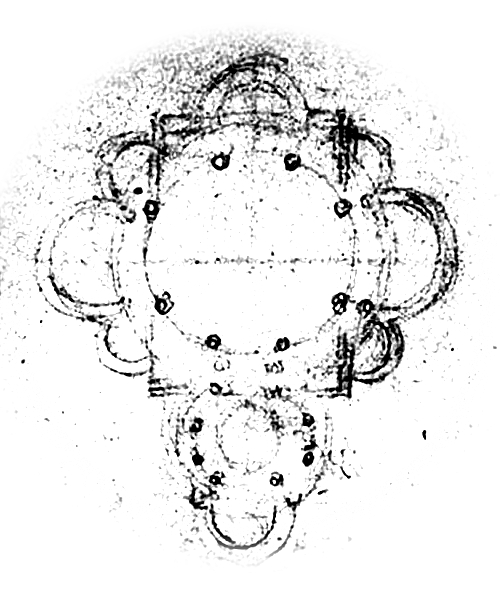
Planta del hotel

Este proyecto fue desconocido hasta 1956, cuando fue divulgado por el escultor y colaborador de Gaudí Joan Matamala, quien trabajó desde joven en el taller de la Sagrada Familia e hizo el célebre busto de Gaudí en 1926. Lo publicó en una memoria titulada Cuando el Nuevo Continente llamaba a Gaudí (1908-1911) donde, junto a la explicación del proyecto, añadió varios dibujos realizados supuestamente por Gaudí, junto a otros que él mismo había recreado según las indicaciones de su maestro. Posteriormente, en 1960, publicó una monografía titulada Gaudí. Mi itinerario con el arquitecto.
La divulgación del proyecto por parte de Matamala no estuvo exenta de polémica, pues ningún otro de los discípulos de Gaudí lo conocía ni había oído hablar de él a su maestro, por lo que algunos expertos insinuaron una posible invención por parte de Matamala. La principal prueba fue el aporte de varios dibujos de Gaudí sobre el proyecto, que fueron dados por válidos por el arquitecto mexicano Marcos Mejía López en su tesis doctoral Investigación sobre un rascacielos de Gaudí en Nueva York (1992). En particular, la sección transversal del edificio realizada por Gaudí muestra claramente la forma catenárica que tanto gustaba al arquitecto, relacionada con la estructura estereostática que estaba estudiando durante esos años en la cripta de la Colonia Güell. Además, Mejía encuentra diversas similitudes estilísticas entre el proyecto neoyorquino y diversas obras de Gaudí, especialmente entre la bóveda del salón Homenaje a América y la del Palacio Güell, entre los cuerpos laterales del edificio y la fachada de la Casa Milà, y el conjunto del hotel comparado con la cripta de la Colonia Güell.

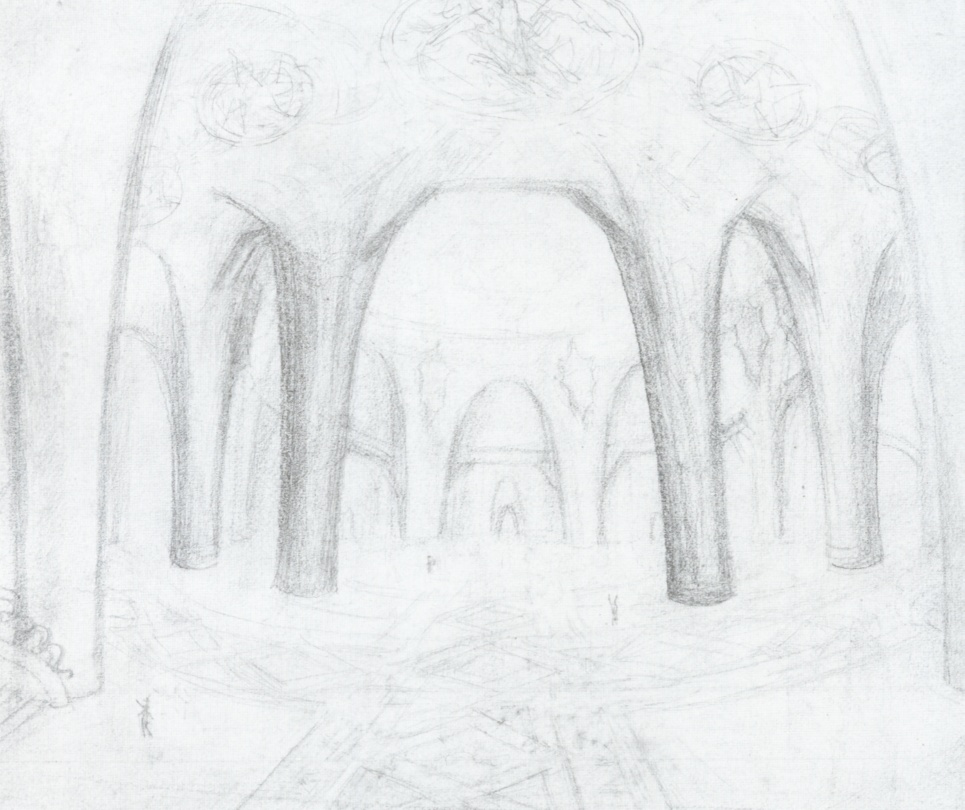
Sala de recepción

El proyecto no fue llevado a cabo, quizá por la envergadura del edificio diseñado por Gaudí, que habría supuesto una considerable inversión por parte de los propietarios —el tiempo de construcción se valoraba en siete u ocho años— y quizá por la falta de tiempo del propio arquitecto, que habría tenido que desplazarse a Nueva York para supervisar las obras, en una época en la que trabajaba simultáneamente en diversos proyectos, como la Sagrada Familia, la Casa Milà, el Parque Güell, la cripta de la Colonia Güell y la restauración de la Catedral de Mallorca. Además, la convalecencia por unas fiebres de Malta en 1911 mermaron considerablemente la salud del arquitecto.
El 23 de enero de 2003, la Real Cátedra Gaudí ofreció a la Comisión encargada de la reconstrucción de la llamada Zona cero de Manhattan, después del atentado del 11 de septiembre de 2001, el proyecto del Hotel Atracción para sustituir a las desaparecidas Torres Gemelas, pero el ofrecimiento no fue aceptado. Una semana antes de la presentación del proyecto en CUNY (The City University of New York), el 16 de enero, el New York Times publicó un pequeño avance y uno de los bocetos de Gaudí, seguidos por un artículo más extenso en la portada de la sección Metropolitana (Metro-front) con fotos en la edición del 21 de enero del Times, y también en la misma semana se publicó una noticia ilustrada a color en The New Yorker, en su sección Above and Beyond. El evento contó con la presencia de periodistas internacionales y la noticia se publicó el 23 de enero en The London Times y The Ottawa Citizen, y fue emitida por las televisiones españolas Antena 3 TV, TVE y TV3, además de emisoras de televisión a lo largo y ancho del planeta vía Reuters TV news. Las televisiones públicas nacionales rusa y francesa también cubrieron el evento. De entre las cabeceras impresas la historia fue seguida por Building News el 24 de enero, en El Correo Digital el 25 de enero, y en la edición digital de La Vanguardia Digital el 29 de enero.

## Descripción
El edificio perseguía tres objetivos principales: residencias, para lo que estaban destinados los cuerpos exteriores; restaurantes, de la segunda a la quinta planta del cuerpo central; y turismo, de la sexta planta al remate del edificio. En su aspecto exterior, de forma parabólica-conoidal, destacaba el edificio central, rodeado de ocho cuerpos laterales más bajos, con un total de cuatro entradas. Los materiales de construcción habrían sido el hierro, el cemento, el aluminio, la piedra, el mármol y el ladrillo. La fachada habría sido policroma, con ricos mosaicos de colores que irían desde los tonos verdes y marrones de la base, pasando por el gris y el rojo y culminando en unas cúpulas vidriadas y una linterna-mirador con forma de estrella que remataría el edificio, iluminada por reflectores. La construcción cubriría un área de 115 × 140 m, con una altura total de 360 m.

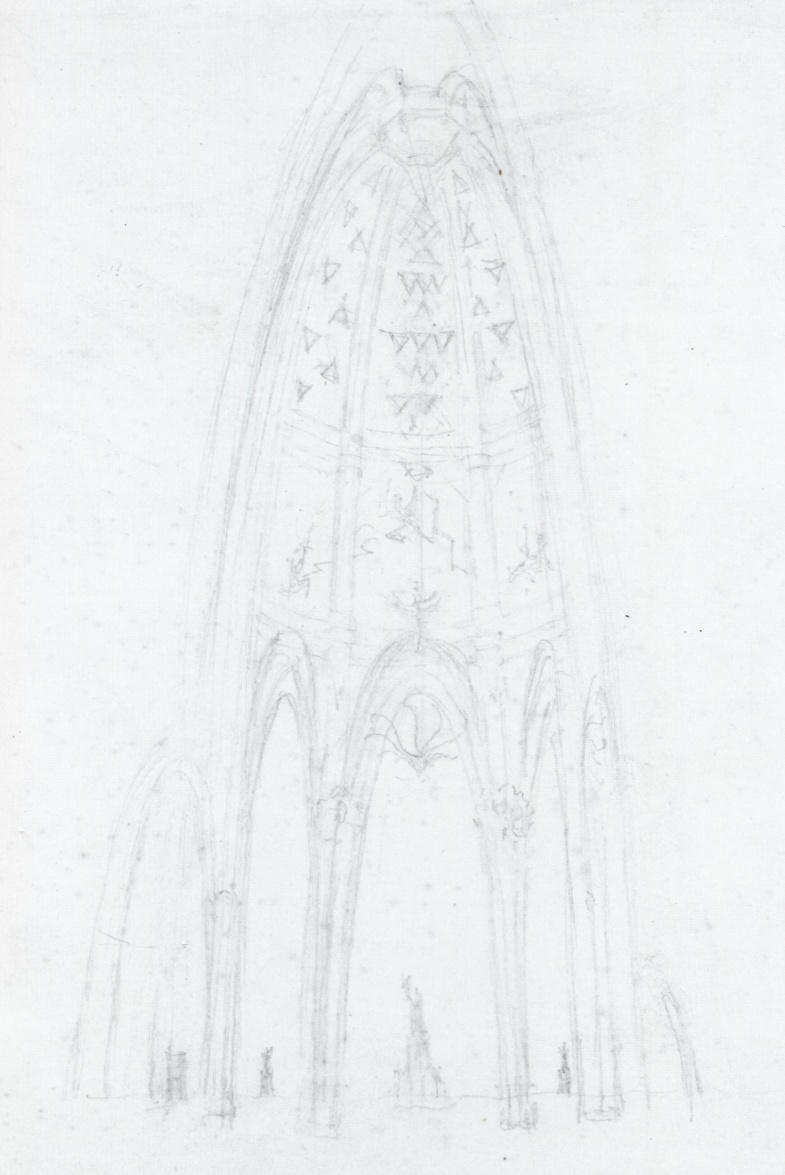
Salón América

En el interior se situarían bajo tierra cinco plantas destinadas a garajes, almacenes, cocinas y otros servicios. En la planta baja habría una gran sala de recepción, de 17 m de altura, y en las siguientes diversos restaurantes dedicados a los cinco continentes: en la primera, el Salón América; en la segunda, el Salón Europa; en la tercera, el Salón Oriente; en la cuarta, el Salón Australia; y, en la quinta, el Salón África. En las siguientes plantas se situarían diversas salas destinadas al ocio: en la sexta, un salón de fiestas, bailes, concursos y pases de moda; en la séptima, un museo de curiosidades americanas y varias galerías de arte; en la octava, una sala de conciertos y espectáculos; en la novena, la sala Homenaje a América, de 125 m de altura, sobre la que se situaría una linterna-mirador. Por último, sobre la cúpula, habría una galería circular exterior, con cabinas para vistas panorámicas.
El edificio fue concebido casi como una catedral laica, con un espíritu humanista y filantrópico, donde, junto al elogio del carácter emprendedor del pueblo estadounidense, se alabarían todas las culturas del mundo, representadas en los salones dedicados a los cinco continentes. Así, toda la decoración del edificio estaría realizada con motivos alegóricos, desde una gran águila en la puerta principal del edificio, que simbolizaría la nación americana, hasta diversas representaciones alegóricas y mitológicas, como las alegorías de la agricultura, la marina, la ciencia, la industria y las artes en la gran sala de recepción de la planta baja, o las figuras de atlantes, nereidas y bacantes en el Salón Europa. Por último, la principal representación sería la Estatua de la Libertad en la sala Homenaje a América, dispuesta en un podio central casi como una estatua de la Virgen en una capilla cristiana, junto a diversos motivos alegóricos de los Estados Unidos y de sus Padres Fundadores, y escenas de la historia de la nación. En los muros de la girola se habrían situado grandes murales de los mejores artistas del país, mientras que los ventanales habrían albergado grandes vidrieras de cristales de vivos colores. Sobre esta sala estaría la linterna-mirador que ofrecería una magnífica vista de la gran sala desde la altura, formada por ocho columnas de basalto rematadas en un entablamento octogonal. En la parte exterior habría una galería circular que ofrecería magníficas vistas de la ciudad, rematada por la gran estrella que culminaría el edificio, que estaría iluminada por la noche.

## Dudas sobre la autoría
El principal defensor de la autoría del proyecto fue Juan Bassegoda, quien recibió la documentación original por parte de Matamala. Fue secundado por el arquitecto mexicano Marcos Mejía López, quien en la obra Hotel Attraction: una catedral laica / El rascacielos de Gaudí en New York (2003, editado por Josep Maria Montaner y Pedro Azara) afirma que:

Ambos croquis y dibujos [de Gaudí y Matamala] fueron realizados bajo dos criterios muy diferentes. Del trabajo de Matamala es apreciable el aspecto del diseño ornamental interior y exterior; pero en cuanto al aspecto formal y estructural, así como a la definición proporcional, los croquis atribuidos a Gaudí resultan de un carácter definitivo, en la generación del rascacielos.

Sin embargo, algunos expertos han dudado de la autoría del proyecto, alegando que no existen documentos contemporáneos sobre el encargo a Gaudí ni lo menciona ninguno de los primeros biógrafos del arquitecto, que fueron discípulos suyos y lo conocieron en persona, como Josep Francesc Ràfols, Joan Bergós e Isidre Puig i Boada. También alegan que la supuesta atribución de los dibujos a la mano de Gaudí se hizo de forma incorrecta y que, en comparación con otros dibujos del arquitecto, no parecen ser de la misma autoría. Luis Gueilburt, director del Centro de Estudios Gaudinistas entre 1993 y 2003, atribuye el proyecto enteramente a la imaginación de Joan Matamala, señalando que «[Matamala] no sólo habló del proyecto sino que realizó unos cuantos planos, secciones y fachadas, además de pequeños detalles. Algunos de estos dibujos se le han atribuido con posterioridad a Gaudí en varias publicaciones». Este estudioso de la obra gaudinista atribuye uno de los dibujos al arquitecto Ignasi Bruguera Llobet, que recibió en 1919 el encargo de un edificio para oficinas en Nueva York, del que esbozó una acuarela en escala 1/400. También señala que «en alguna publicación monográfica se comenta que existe una serie de croquis esbozados en una  libreta de bolsillo que usaba Gaudí y de la que salvo esta mención no hemos tenido ninguna muestra fidedigna. Ni un solo dibujo original demostrable, ni una sola carta encontrada, ni una factura, ningún documento de cualquier tipo».
De igual manera, el arquitecto Juan José Lahuerta, director de la Real Cátedra Gaudí desde 2016, opina en Hotel Attraction: una catedral laica / El rascacielos de Gaudí en New York lo siguiente:

Ni Gaudí, ni ninguno de sus discípulos jamás lo había mencionado: no se había podido contemplar ni siquiera en una ocasión tan adecuada como fue la exposición de la obra de Gaudí realizada en París en 1910; ninguna de las numerosas necrológicas escritas a su muerte ni los libros que se le dedicaron mencionan este proyecto; no aparece en la exposición que el Cercle de Sant Lluc organizó en la Sala Parés en 1927 ni en los álbumes que le dedicó la Sagrada Familia; Ràfols, que había manejado todo el archivo del taller del arquitecto para escribir su primera monografía, en la que se muestra tan meticuloso con la relación de obras y la bibliografía de Gaudí, nada dice al respecto; ni tampoco Puig Boada, quien también tuvo ocasión de manejar todos aquellos dibujos y documentos antes de su destrucción, y que publicó, entre otras cosas, sus escritos y pensamientos.

## Cultura popular
El Hotel Atracción aparece totalmente construido en su emplazamiento original en la serie Fringe, en el episodio Over There, con el nombre Grand Hotel. En el libro de relatos La ciudad de vapor, del escritor catalán Carlos Ruiz Zafón, hay una referencia clara al proyecto del Hotel Atracción, en el relato "Gaudí en Manhattan".